# Buguruni

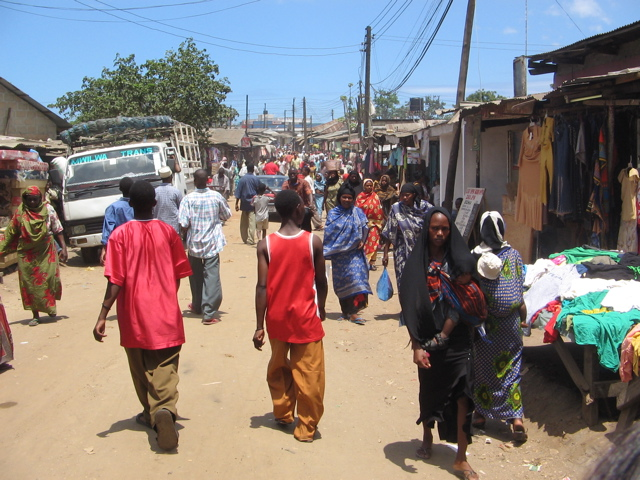
Un mercato all'aperto a Buguruni

Buguruni è una delle circoscrizioni (ward) in cui è suddivisa Dar es Salaam. Appartiene al distretto di Ilala. In epoca precoloniale, Buguruni era nota per le grandi piantagioni di palma da cocco, appartenenti a proprietari terrieri di origini diverse asiatici, arabi e africani.
Secondo la tradizione, i primi colonizzatori furono due zaramo e due ex-schiavi di etnia pogoro. Certamente, l'etnia tradizionale del villaggio è quella zaramo, che tutt'oggi contribuisce circa per il 50% alla popolazione totale. Nel periodo dell'amministrazione coloniale tedesca, Buguruni si trasformò gradualmente da villaggio indipendente a quartiere periferico di una Dar es Salaam in continua espansione. Nonostante questo processo di urbanizzazione, Buruguni ha mantenuto parte della sua natura di villaggio zaramo, e ancora oggi vi si possono trovare danzatori di mdundiko e uomini della medicina tradizionali.
La popolazione di Buguruni è stata in crescita nella seconda metà del XX secolo: da 10.000 persone nei tardi anni sessanta ai quasi 50.000 del 1988. La maggior parte della popolazione è di religione islamica; ci sono comunità minori luterane e di altre confessioni cristiane.
Nella zona di Buruguni, e in particolare sulla Pugu Road, sorgono diversi stabilimenti industriali (per esempio Mitsubishi e Sunguratex), che danno lavoro a parte della popolazione della zona. Altri lavorano al porto o nelle fattorie delle campagne circostanti o servono nell'esercito. Gli zaramo di Buruguni hanno in generale mantenuto forti relazioni con le comunità rurali circostanti, e spesso si recano presso i parenti in campagna per celebrare riti come funerali o i tambiko, le cerimonie con cui si venerano gli antenati.